# Apawamis Open

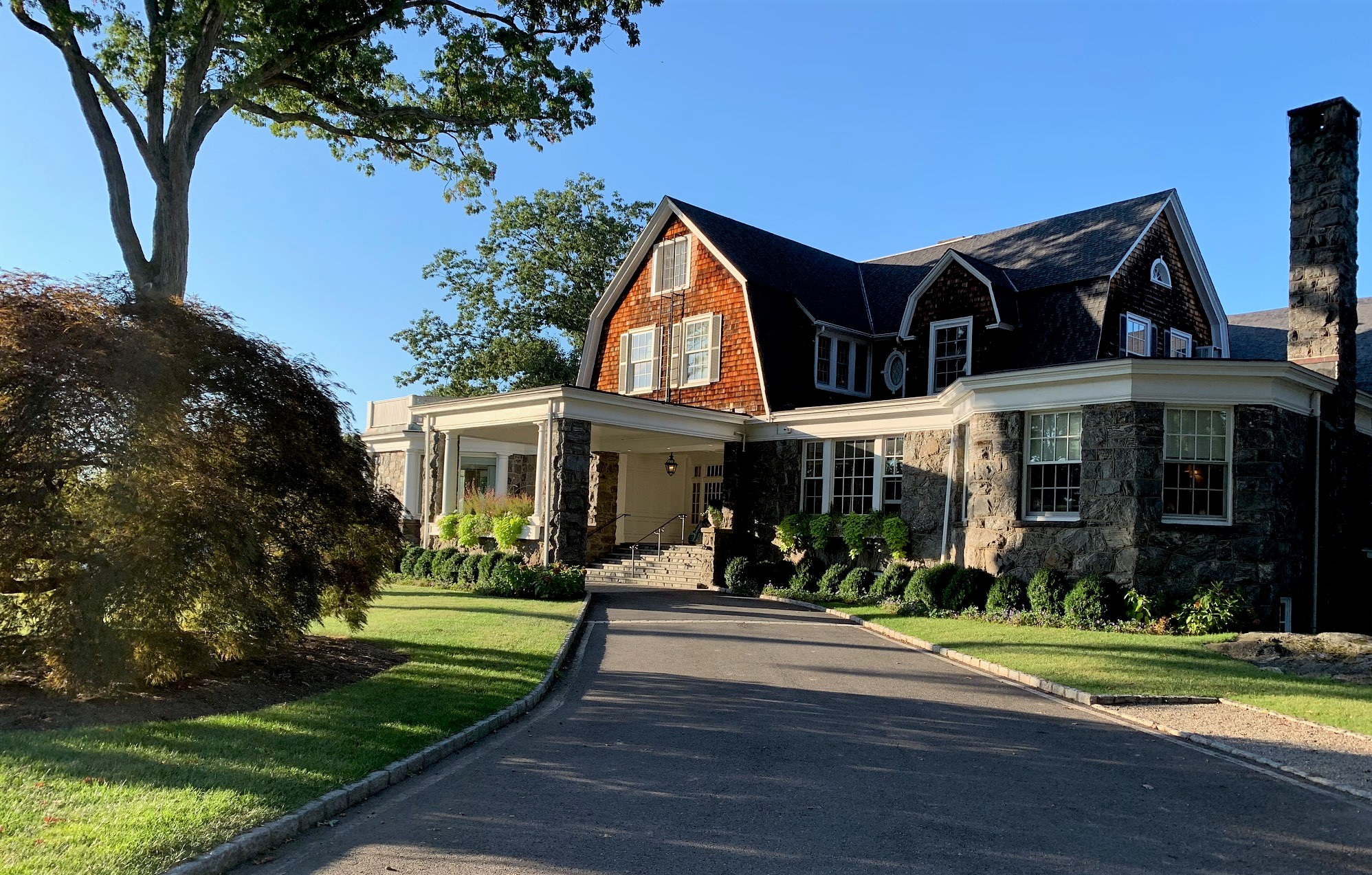

Le tournoi Apawamis Open est un tournoi de squash qui se tient à Rye (New York) aux États-Unis. La première édition du tournoi se déroule en 1997 et la dernière édition en 2008. C'est une organisation du The Apawamis Club (en), un country club précurseur du squash aux États-Unis,.

## Palmarès
| Année | Championne         | Finaliste          | Score en finale          |
| ----- | ------------------ | ------------------ | ------------------------ |
| 2008  | Nicol David        | Natalie Grinham    | 9-1, 9-6, 6-6, rtd,      |
| 2007  | Natalie Grinham    | Vicky Botwright    | 9-3, 9-3, 9-3            |
| 2006  | Vanessa Atkinson   | Nicol David        | 9-6, 9-2, 9-10, 9-7      |
| 2005  | Omneya Abdel Kawy  | Vicky Botwright    | 5-9, 9-1, 2-9, 9-7, 9-5  |
| 2004  | Linda Charman      | Natalie Grainger   | 9-3, 9-4, 9-2            |
| 2003  | Natalie Grinham    | Rebecca Macree     | 9-0, 9-5, 5-9, 9-1       |
| 2002  | Pas de compétition | Pas de compétition | Pas de compétition       |
| 2001  | Sarah Fitz-Gerald  | Tania Bailey       | 9-2, 9-3, 9-3            |
| 2000  | Linda Charman      | Fiona Geaves       | 9-5, 9-7, 3-9, 5-9, 10-8 |
| 1999  | Sue Wright         | Linda Charman      | 7-9, 9-3, 9-1, 9-0       |
| 1998  | Cassie Jackman     | Sue Wright         | 9-10, 9-6, 9-4, 9-4      |
| 1997  | Sue Wright         | Fiona Geaves       | 5-9, 9-1, 9-4, 9-1       |